# Ivo Vieira
Ivo Ricardo Abreu Vieira (Machico, Portugal, 10 de enero de 1976) es un exjugador y entrenador de fútbol portugués. Actualmente dirige al Tondela.
Pasó toda su carrera como jugador con el C.D. Nacional, donde también comenzó su carrera como entrenador en 2011. Dirigió otros seis clubes en la Primeira Liga y ganó el Campeonato Matogrossense con Cuiabá en 2023.

## Carrera como jugador
Vieira nació en Machico, Madeira. Toda su carrera profesional de diez años la pasó con el C.D. Nacional, al que representó en los tres niveles principales desde que ascendió a la escuadra principal a la edad de 18 años; durante su mandato, también actuó como capitán.
Desde 2002 hasta 2004, Vieira compitió en la Primeira Liga. Su primer partido en la competición tuvo lugar el 22 de septiembre de 2002, cuando entró en un cambio de última hora en la victoria a domicilio por 2-0 contra el S.C. Beira-Mar; en la última temporada, contribuyó con 19 apariciones para ayudar a su equipo a lograr la mejor cuarta posición de su historia.

## Carrera como entrenador
Después de retirarse a la edad de solo 28 años, Vieira comenzó a trabajar como entrenador, primero fue nombrado asistente del entrenador de Nacional Casemiro Mior. El 14 de marzo de 2011, después de una etapa con los juveniles del club, recibió las riendas del primer equipo después de que Predrag Jokanović fuera despedido. Sin embargo, él mismo fue reemplazado por Pedro Caixinha a finales de octubre.
El 20 de enero de 2013, Vieira fue anunciado como nuevo entrenador de Marítimo B, la reserva del histórico rival de Nacional. A principios de marzo de 2015, luego de la renuncia de Leonel Pontes, fue designado su sucesor al frente del primer equipo, llevando al club a la final de la Copa de la Liga el mes siguiente después de deshacerse del FC Porto en las semifinales; renunció el 18 de enero de 2016 debido a malos resultados.
El 27 de mayo de 2016, Vieira fue nombrado entrenador en el C.D. Aves por un año. Se marchó el 15 de febrero de 2017, con el equipo en el segundo puesto del ascenso con nueve puntos de ventaja tras una racha de un punto en cuatro partidos.
Vieira se convirtió en entrenador de Académica de Coimbra en mayo de 2017, declarando su objetivo de poner fin a su exilio de la máxima categoría. Se fue en noviembre con el equipo en sexto lugar y tomó el cargo en G.D. Estoril Praia, partiendo después de su descenso a la primera división.
El 28 de mayo de 2018, Vieira firmó un contrato de un año en el Moreirense FC. Se fue al final de este contrato, habiendo llevado al equipo de Moreira de Cónegos a un histórico sexto lugar, y en junio de 2019 fue contratado por sus vecinos, Vitória Guimarães. Después de terminar séptimo en su única temporada, anunció un año sabático para pasar tiempo con su familia.
Vieira fue designado entrenador del Al-Wehda en la Liga Profesional Saudí el 10 de septiembre de 2020. Partió de común acuerdo el 2 de febrero siguiente, con el equipo en el 10º lugar.
El 8 de marzo de 2021, Vieira regresó a la máxima categoría de su país con el F.C. Famalicão. Firmó un contrato de duración no revelada en el club, que estaba segundo desde abajo con 11 juegos restantes por disputar. Su equipo estaba en disputa por un lugar en la UEFA Europa Conference League en el último día de la temporada, aunque finalmente no terminarían clasificando y finalizaron novenos. Vieira fue destituido el 19 de diciembre de 2021, habiendo sumado 11 puntos en 15 partidos y con Famalicão en el 16º lugar.
El 28 de junio siguiente, reemplazó a Ricardo Soares en el Gil Vicente por dos años. Fue destituido de su cargo el 2 de noviembre tras cuatro derrotas consecutivas.
El 8 de diciembre de 2022, Vieira reemplazó a su compatriota António Oliveira al frente del Cuiabá Esporte Clube. Ganó el Campeonato Matogrossense en su primer año, el primer trofeo de su carrera, a través de una temporada invicta que concluyó con una victoria global de 3-0 sobre União Esporte Clube. No obstante, el 10 de mayo de 2023, tras una derrota por 4-0 ante el Atlético Mineiro, fue despedido.
En octubre de 2023, fue confirmado como entrenador del Pendikspor.El 29 de febrero de 2024, dejó su cargo de mutuo acuerdo con la directiva del club.
El 8 de enero de 2025, inició su segunda etapa al frente de Marítimo. El 20 de mayo, se anunció su salida del club tras la finalización de la temporada.
En junio de 2025, asumió al frente del Tondela.

## Clubes

### Como jugador
| Club          | País     | Año       |
| ------------- | -------- | --------- |
| C.D. Nacional | Portugal | 1994-2004 |

### Como entrenador
| Club              | País           | Año           |
| ----------------- | -------------- | ------------- |
| C.D. Nacional     | Portugal       | 2011          |
| Marítimo B        | Portugal       | 2013-2014     |
| Marítimo          | Portugal       | 2015-2016     |
| C.D. Aves         | Portugal       | 2016-2017     |
| Académica         | Portugal       | 2017          |
| Estoril           | Portugal       | 2017-2018     |
| Moreirense        | Portugal       | 2018-2019     |
| Vitória Guimarães | Portugal       | 2019-2020     |
| Al-Wehda          | Arabia Saudita | 2020-2021     |
| Famalicão         | Portugal       | 2021          |
| Gil Vicente       | Portugal       | 2022          |
| Cuiabá            | Brasil         | 2023          |
| Pendikspor        | Turquía        | 2023-2024     |
| Marítimo          | Portugal       | 2025          |
| Tondela           | Portugal       | 2025-presente |

## Palmarés

### Como entrenador

#### Campeonatos regionales
| Título                   | Club   | País   | Año  |
| ------------------------ | ------ | ------ | ---- |
| Campeonato Matogrossense | Cuiabá | Brasil | 2023 |